# Sven Lindberg
Sven Lindberg (Sunne, 30 gennaio 1934) è un ex calciatore svedese.

## Carriera
Lindberg inizia la carriera nel Djurgården con cui vince la Allsvenskan 1954-1955. Rimane con il club di Stoccolma sino al 1958 prima di trasferirsi in Inghilterra per giocare nel Peterborough Utd e poi con il Barry Town.
Nel 1959 ritorna a giocare in patria con l'IFK Stoccolma con cui ottiene il quinto posto nel girone di Svealand della Division 2 i fotboll 1959.
Nel 1960 viene ingaggiato dall'Hammarby, con cui ottiene il settimo posto dell'Allsvenskan 1960. Con i biancoverdi retrocede nella cadetteria svedese nella stagione 1963. Con il suo club Lindberg ottiene il primo posto nel girone di Svealand della Division 2 i fotboll 1964, vincendo poi i playoff promozione. Retrocede nuovamente in cadetteria al termine della stagione 1965, ottenendo una nuova promozione grazie alla vittoria del girone di Svealand della Division 2 i fotboll 1966 e dei successivi playoff promozione.
Nel 1967 si trasferisce negli Stati Uniti d'America per giocare negli Atlanta Chiefs. Con gli Chiefs Lindberg ottenne il quarto posto della Eastern Division della NPSL, non riuscendo così a qualificarsi per la finale della competizione, poi vinta dagli Oakland Clippers. L'anno dopo Lindberg con gli Chiefs vince la North American Soccer League 1968, prima edizione della NASL.

## Palmarès
- Campionato svedese: 1

Djurgarden: 1955
- Division 2 i fotboll: 2

Hammarby: 1964, 1966
- Campionato NASL: 1

Atlanta Chiefs: 1968